# Storsjön (Edebo socken, Uppland, 665972-165000)
Storsjön är en sjö i Norrtälje kommun i Uppland och ingår i Olandsån-Skeboåns kustområde. Sjön har en area på 0,396 kvadratkilometer och ligger 13 meter över havet. Sjön avvattnas av vattendraget Gråskaån.

## Delavrinningsområde
Storsjön ingår i det delavrinningsområde (666835-165277) som SMHI kallar för Mynnar i havet. Medelhöjden är 16 meter över havet och ytan är 66,23 kvadratkilometer. Det finns inga avrinningsområden uppströms utan avrinningsområdet är högsta punkten. Avrinningsområdets utflöde Gråskaån mynnar i havet. Avrinningsområdet består mestadels av skog (76 procent). Avrinningsområdet har 0,39 kvadratkilometer vattenytor vilket ger det en sjöprocent på 0,6 procent.